# Ocre (Italia)
Ocre es una  localidad italiana de la provincia de L'Aquila, región de Abruzos de 1.063 habitantes.

## Evolución demográfica
| Gráfica de evolución demográfica de Ocre entre 1861 y 2001 |
|                                                            |
| Fuente ISTAT - elaboración gráfica por Wikipedia           |